# قتل غير قانوني (فلم)
القتل غير المشروع هو فيلم وثائقي بريطاني تم انتاجه في عام 2011 وكان الفلم عن وفاة ديانا "الأميرة ويلز" ، ودودي فايد في 31 أغسطس 1997 وهو من إخراج كيث ألين، كما عرض الفليم خلال مهرجان كان السينمائي 2011 .   
يجادل الفيلم بأن السلطات البريطانية والفرنسية قد أخفت حقائق غير مريحة حول الحادث، واتهم الملكة إليزابيث الثانية والأميرة مارغريت بكونهما "رئيسات عصابات متخفتين في التيجان الملكية" ، ويزعم أن الأمير فيليب مختل عقليا، على غرار السفاح البريطاني فريد ويست،  الذين دبروا مقتل ديانا ودودي.  كما يزعم أنه كان من الممكن إنقاذ حياة ديانا لو نُقلت إلى المستشفى بسرعة وكفاءة، ويدين التحقيق في وفاتها حيث فشل في التحقيق بسبب عدم اتخاذ هذا الإجراء. وتكرر حقيقة أن العائلة المالكة عارضت علاقة ديانا بدودي بسبب اعتناقه دين الاسلام. عرض ألين الفيلم على الصحفيين المدعوين في مدينة كان خلال مايو 2011. وقال في مؤتمر صحفي: "لم أرغب في عمل فيلم مثير، ولا أعتقد أنه فيلم مثير. أعتقد أنه تحليل جنائي للغاية عملية قانونية بريطانية، وأعتقد أنه يكشف عن أشياء، أنا آسف، لا تضيف شيئاً" 
ووصف مارتين جريجوري، مؤلف كتاب عن الأيام الأخيرة لأميرة ويلز، الفيلم بأنه "مثير للسخرية". وقال: "إنها ببساطة تجسد كل ما يقوله محمد فايد منذ عام 2000. إنه يتدرب على منظر كوكب فايد ". 
طلب المحامون تقديم المشورة بشأن الفيلم من قبل المنتجين وقالوا إنه سيحتاج إلى 87 قطعًا قبل أن يتم اعتماد الفيلم للإصدار في المملكة المتحدة، إذ لم يتم عرضه هناك.  ومع ذلك، يعتقد المخرج كيث ألين أنه سيحقق أرباحًا في الولايات المتحدة، حيث لا يزال هناك أتباع لنظريات المؤامرة حول وفاة أميرة ويلز .  على الرغم من هذا التفاؤل ، ثبت أنه من المستحيل الحصول على تأمين ضد التقاضي المحتمل في الولايات المتحدة، وتم سحب الفيلم. 